# Profundidad de línea
La profundidad de línea es un concepto de mercadotecnia para referirse la variedad total que se ofrece de un determinado producto.
Se utiliza para determinar cuán capaz es una empresa para cubrir la demanda de un nicho de mercado dado.
Ejemplo:
Una empresa ofrece un producto en tres presentaciones distintas: A, B y C.
- La presentación A se ofrece en tres tamaños distintos.
- Las presentaciones B y C se ofrecen en dos tamaños distintos cada una.

Así se tiene una profundidad de línea de 7 (3 + 2 + 2).
- Datos: Q6087479